# Pedro de Valdivia
Pedro de Valdivia, španski konkvistador, prvi guverner Čila, * 8. april 1497, Badajoz, Španija, † 24. december 1553, Tucapel, danes Čile.
Pedro je bil rojen v družini nižjih plemičev hidalgov. Leta 1520 je vstopil v špansko kraljevo vojsko, se leta 1521 bojeval v Flandriji, med letoma 1522 in 1522 pa v Italiji. Zatem se je poročil in leta 1535 odšel v Venezuelo, kmalu zatem pa v Peru, kjer se je pridružil Franciscu Pizarru.
Po ponesrečeni odpravi Diega de Almagra je guvernerja Peruja zaprosil za dovoljenje za osvojitev ozemelj južno od Peruja, takrat znanih pod imenom Nuevo Toledo. Ta je odpravo odobril in Pedru podelil naziv guvernerjev poročnik.
Da je lahko financiral odpravo, je Valdivia moral prodati dodeljena mu posestva. Težave je imel pri novačenju vojakov, ki jih ni vleklo v osvajanje domnevno revnih ozemelj. Januarja 1540 je odprava, sestavljena iz približno 1000 Indijancev in nekaj Špancev, odrinila iz Cuzca.  Med potjo se jim je pridružilo še okoli 150 španskih vojakov iz prejšnjih spodletelih pohodov na Altiplano. Čez Atacamo so šli po isti poti, po kateri se je Almagro vrnil v Peru. Najprej je v kraljevem imenu zavzel dolino reke Copiapó. Kmalu je odprava nadaljevala pot proti jugu. Pot ni bila lahka, kajti staroselci, ki so že izkusili krutost konkvistadorjev, so namerno požigali pridelke in živino odganjali na varno.
Decembra 1540 so dosegli rodovitno, poseljeno in z vodo bogato dolino reke Mapocho, kjer so se odločili postaviti stalno naselbino. Valdivii je v oči padla lega med dvema vzpetinama, ki bi bili primerni za obrambo. Da bi staroselce prepričal o dobrih namenih, je k njim poslal delegacijo z darili. Ti so darila sprejeli, kljub temu pa so pod vodstvom Michima Lonce napadli Špance. Ko je že kazalo, da jih bodo premagali, so nenadoma odvrgli orožje in zbežali. Ujeti vojščaki so kasneje izjavili, da se je z oblakov prikazal mož na belem konju in jih napadel. Španci so verjeli, da je ta skrivnostni zaveznik bil sveti Jakob, in v zahvalo so novoustanovljeno naselbino poimenovali Santiago del Nuevo Extremo, današnji Santiago de Chile. Takoj za tem je Valdivia dal vzpostaviti kurirsko zvezo s Perujem in ukazal iskati zlato v rudnikih Marga Marga, o katerih je slišal od ujetega Michime Lonca. Po nekaj letih miru so staroselci izkoristili odsotnost Valdivie in 11. septembra 1541 napadli ter uničili Santiago. 
Šele dve leti kasneje, septembra 1543, so z ladjo Santiaguillo iz Peruja prispele okrepitve, s katerimi so znova zasedli Santiago in ga na novo zgradili. Zatem je Valdivia poslal na sever odpravo pod vodstvom Juana Bohóna, ki je približno na polovici poti med Santiagom in Atacamo ustanovila mesto La Serena. 
Februarja 1546 se je Valdivia s 70 možmi odpravil proti jugu. Ob reki Biobío je nameraval ustanoviti novo naselbino, vendar je zaradi mapuških napadov moral opustiti načrte in marca 1547 se je bil primoran vrniti v Santiago. 
Nato je za dve leti odšel v Peru, da bi zbral več sredstev in vojakov. Vmes se je udeležil bitke pri Xaquixahuani. Za zasluge v tej bitki mu je perujski podkralj vendarle podelil naziv »guverner«.
Leta 1549 se je vrnil v Čile in se znova odpravil proti jugu. Kljub srditemu uporu Mapučev mu je leta 1550 znova uspelo priti do Biobía, kjer je ustanovil mesto Concepción. Postopoma je prodiral še južneje in med drugimi ustanovil tudi mesta La Imperial, Valdivia in Villarica.
Leta 1552 je po krajšem bivanju v Santiagu znova prispel na jug. Da bi utrdil povezave med Concepciónom in ostalimi naselbinami, je dal v obalnem gorovju postaviti vrsto utrdb. Mapuški napad na trdnjavo Tucapel je bilo prvo znamenje velikega upora. Valdivia je se je odločil osebno poveljevati tej trdnjavi. Kljub temu mu ni uspelo zadržati napadalcev, ki so trdnjavo zasedli in zajeli Valdivio. O njegovi smrti obstajata dve teoriji. Po eni izmed njih so mu po treg dneh mučenja iztrgali še utripajoče srce, ki so ga nato mapuški poveljniki pojedli. Po drugi teoriji pa so mu v grlo vlili staljeno zlato in tako simbolično ustregli španskemu pohlepu po tej kovini. Mapuči so zatem sistematično uničili španske naselbine s Concepciónom vred in se okrutno znesli nad španskimi prebivalci.
Življenje in smrt Pedra de Valdivie je Alonso de Ercilla vključil v svoj ep La Araucana.